# Diocèse de Baton Rouge

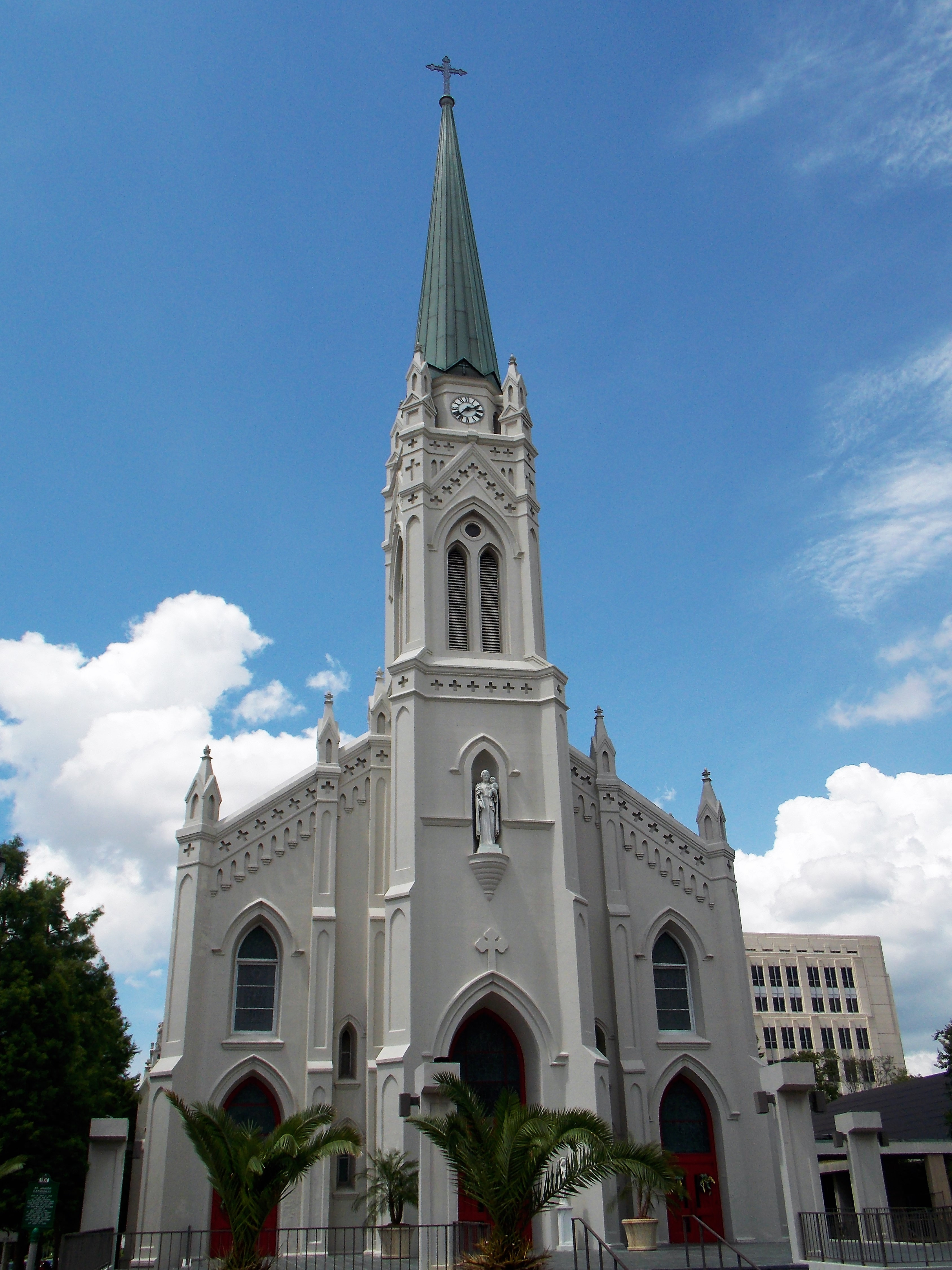
Cathédrale Saint-Joseph de Bâton-Rouge

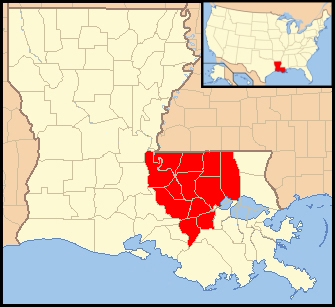
Localisation

Le diocèse de Baton Rouge (Dioecesis Rubribaculensis) est un siège de l'Église catholique aux États-Unis, suffragant de l'archidiocèse de La Nouvelle-Orléans. En 2015, il comptait 235 647 baptisés pour 992 000 habitants. Il est tenu par Mgr Michael Duca depuis 2018.

## Territoire
Le diocèse comprend douze paroisses civiles de Louisiane : Ascension, Assomption, East Baton Rouge, East Feliciana, Iberville, Livingston, Pointe Coupée, St. Helena, St. James, Tangipahoa, West Baton Rouge et West Feliciana.
Le siège épiscopal est à Baton Rouge où se trouve la cathédrale Saint-Joseph.
Son territoire s'étend sur 14 583 km² et est subdivisé en 67 paroisses, regroupées en 6 doyennés.

## Histoire
L'histoire chrétienne du diocèse actuel commence avec l'œuvre des missionnaires français qui évangélisent les Amérindiens. Ce sont en particulier les jésuites français et les capucins qui parcourent la région le long du Mississippi dans la première moitié du XVIIIe siècle. Ainsi le Père Pierre Charlevoix S.J. célèbre la première messe à Bâton-Rouge (orthographe à l'époque) pour le Nouvel An 1722, à l'emplacement actuel du Louisiana State Capitol. Lorsque des colonies sont établies, elles font élever une petite chapelle de mission. La première église permanente de cette région de Louisiane est la chapelle Saint-François de la Pointe Coupée, construite en 1738, puis des paroisses sont fondées à Saint-Jacques (aujourd'hui St. James) en 1767, à Saint-Gabriel en 1769, à Lafourche-des-Chitimachas (aujourd'hui Donaldsonville) en 1772, à Bâton-Rouge en 1792, et à Plattenville en 1793.
Le diocèse de La Nouvelle-Orléans est érigé en 1793, mais le manque de prêtres se fait sentir pendant des décennies. La colonie de Bâton-Rouge a la chance de disposer d'un curé résident dans son église de Notre-Dame-des-Douleurs (plus tard à l'église Saint-Joseph) pendant un siècle. Pendant le XIXe siècle, de nombreuses difficultés viennent s'ajouter aux épidémies, à l'insalubrité, à l'insécurité, puis à la Guerre de Sécession et les disputes entre les autorités civiles et les marguilliers et autres bienfaiteurs des paroisses sont légion. Cependant la foi catholique s'enracine peu à peu, tandis que de nouvelles églises se construisent avec des écoles paroissiales.
La première moitié du XXe siècle connaît une croissance extrêmement rapide de la population catholique: la croissance de la ville de Baton Rouge est due à l'essor industriel de l'époque, ce qui entraîne de fortes mutations sociales. L'Église catholique, qui n'avait qu'une paroisse en 1900 à Baton Rouge, en compte cinq vers 1950 et quinze vers 1960. Dans les zones rurales de l'actuel diocèse, les paroisses se développent à partir souvent d'une chapelle de mission qui devient ensuite une église avec un prêtre résident.
Finalement pour faire face à une telle croissance, le diocèse est érigé le 22 juillet 1961 par la bulle Peramplum Novae Aureliae de Jean XXIII, recevant son territoire de l'archidiocèse de La Nouvelle-Orléans.

## Statistiques
- En 1966, le diocèse comptait 172 810 baptisés pour 491 434 habitants (35,2%), servis par 146 prêtres (80 diocésains et 66 réguliers), 82 religieux et 295 religieuses dans 64 paroisses
- En 1980, le diocèse comptait 175 000 baptisés pour 645 000 habitants (27,1%), servis par 159 prêtres (87 diocésains et 72 réguliers), 2 diacres permanents, 84 religieux et 125 religieuses dans 70 paroisses
- En 2000, le diocèse comptait 217 199 baptisés pour 809 998 habitants (26,8%), servis par 141 prêtres (98 diocésains et 43 réguliers), 25 diacres permanents, 13 religieux et 118 religieuses dans 70 paroisses
- En 2006, le diocèse comptait 218 846 baptisés pour 878 269 habitants (24,9%), servis par 112 prêtres (74 diocésains et 38 réguliers), 39 diacres permanents, 47 religieux et 117 religieuses dans 66 paroisses
- En 2015, le diocèse comptait 235 647 baptisés pour 992 000 habitants (23,8%), servis par 100 prêtres (71 diocésains et 29 réguliers), 74 diacres permanents, 49 religieux et 75 religieuses dans 67 paroisses[3].

## Congrégations
En 2019, le diocèse accueille les congrégations suivantes  :
- Dominicaines - Congrégation de Sainte Marie
- Dominicains
- Franciscaines missionnaires de Notre-Dame
- Frères du Sacré-Cœur
- Jésuites
- Marianites de la Sainte-Croix
- Rédemptoristes
- Religieuses du Sacré-Cœur
- Joséphites
- Sœurs de la Divine Providence de San Antonio
- Sœurs de Saint Joseph[4].

## Armoiries

Armoiries du diocèse de Baton Rouge.

Les armoiries du diocèse ont été créées par le premier évêque de Baton Rouge, Robert  Emmet Tracy. L'écu est « d’or, à un sceptre en bande entre deux pointes de flèches indiennes de gueules, du chef crénelé d’azur, chargé de trois fleurs de lys du premier ». Le blason est surmonté d'une mitre à deux fanons, ornée de joyaux.
Les deux pointes de flèches rouges évoquent les deux tribus amérindiennes qui occupaient originellement le site et le sceptre rouge, le nom donné par les Français à la localité. Les couleurs or et rouge du champ du blason rappellent l'héritage colonial espagnol, les fleurs de lys se rapportant à l'héritage colonial français. Ces fleurs de lys sont par ailleurs issues des armoiries de l'archidiocèse de La Nouvelle-Orléans, siège mère dont dépendaient les paroisses de la région de Baton Ruge avant la création du diocèse baton-rougeois en 1961. La couleur bleue du chef de l'écu évoque la Vierge Marie, épouse de saint Joseph, patron de Baton Rouge. La bande est crénelée dans sa partie inférieure pour rappeler les tours du Vieux Capitole de la Louisiane.